# Anomala koreana
Anomala koreana är en skalbaggsart som beskrevs av Kim 1997. Anomala koreana ingår i släktet Anomala och familjen Rutelidae. Inga underarter finns listade i Catalogue of Life.